# Дъблен
Дъблен или Доблен, Даблен, (на гръцки: Διπλοχώρι, Диплохори, катаревуса Διπλοχώριον, Диплохорион, до 1927 година Δόμπλεν, Доблен или Ντούπλιανη, Дубляни) е обезлюдено село в Република Гърция, разположено на територията на дем Неврокоп (Неврокопи) в област Източна Македония и Тракия.

## География
Дъблен се намира на югозападните склонове на Родопите и попада в историко-географската област Чеч. Съседните му села са Малошийца, Костен, Вощица, Горна Лакавица, Борово и Витово. Селото се намира по средата на пътя от Борово за Вощица от дясната (южната) страна. Връх Вощица (Остица, Устица – 700 m) го дели от село Вощица.

## История

### Етимология
Според Йордан Н. Иванов името Дъблен е жителско име от старо *Дъбляне, производно от дѫблꙗне с епентеза на л от местното име *Дъб от дъб.

### В Османската империя
В подробен регистър на тимари и хасове във вилаетите Кара су, Драма, Зъхна, Кешишлик, Сироз, Неврокоп, Тимур хисар и Селяник от 1478-1479 година поименно са изброени главите на домакинства в Дъблен (Дублане) са регистрирани 2 мюсюлмани сред немюсюлманските жители на селото. В подробен регистър за събирането на данъка авариз от казата Неврокоп за 1723 година от село Дъблен (Дъблани) са зачислени 9 мюсюлмански домакинства.
В „Етнография на вилаетите Адрианопол, Монастир и Салоника“, издадена в Константинопол в 1878 година и отразяваща статистиката на населението от 1873 година Беблен (Beblen) е посочено като село с 30 домакинства и 80 жители българи.
Според Стефан Веркович към края на XIX век Дъблен (Даблен) има българомохаменаднско мъжко население 100 души, което живее в 30 къщи.
Съгласно статистиката на Васил Кънчов („Македония. Етнография и статистика“) към 1900 година Дъблен (Дѫбленъ) е помашко селище. В него живеят 300 българи мохамедани в 50 къщи.

### В Гърция
Селото е освободено от османска власт по време на Балканската война от части на българската армия. По данни на Българската православна църква, към края на 1912 и началото на 1913 година в Дъблен (Дъбленъ) живеят 80 семейства или общо 452 души.
След Междусъюзническата война от 1913 година селото попада в пределите на Гърция. Пострадва от Първата световна война и затова населението му намалява. През 1923 година селото е обезлюдено, след като жителите му се изселват в Турция или в селата от българската страна на Чеча. През 1927 година името на селото е сменено от Дублян (Ντούπλιανη) на Диплохори (Διπλοχώρι), което означава „двойно село“. Към 1928 година в Дъблен има заселени 21 гръцки семейства със 77 души - бежанци от Турция. Селото пострадва силто по време на Гражданската война (1946 - 1949), когато населението му е изселено във вътрешността на страната. След края на войната се връщат само част от жителите му. Селото е напуснато напълно през 7-те години.
| Година    | 1913 | 1920 | 1928 | 1940 | 1951 | 1961 | 1971 | 1981 | 1991 | 2001 | 2011 | 2021 |
| --------- | ---- | ---- | ---- | ---- | ---- | ---- | ---- | ---- | ---- | ---- | ---- | ---- |
| Население | 544  | 313  | 94   | 160  | 150  | 50   | 22   |      |      |      |      |      |